# Choriogonadotropin

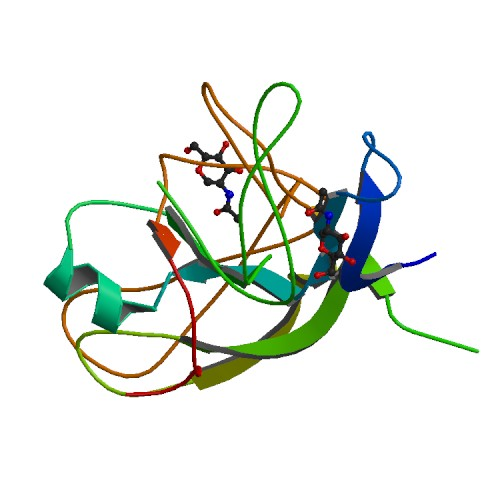
Choriogonadotropin včetně navázaného cukru N-acetylglukosaminu

Choriogonadotropin (CG, či lidský CG, human: hCG) je glykoproteinový hormon ze skupiny gonadotropinů. Jeho funkce je velmi podobná funkci folitropinu a (FSH) luteinizačního hormonu (LH) dohromady. Chemicky se skládá ze dvou podjednotek (jde o heterodimer). Podjednotka alfa (α-hCG, řetězec s 92 jednotkami aminokyselin) se nijak nevymyká stavbě příbuzných hormonů, zato podjednotka beta (β-hCG, řetězec se 145 jednotkami aminokyselin) je poměrně specifická pro choriogonadotropin.
Choriogonadotropin vzniká po oplodnění vajíčka a je vytvářen vyvíjejícím se embryem (jeho trofoblastem). Po 7–9 dnech po početí je možné zjistit tento hormon v krvi a o další 1–2 dny později lze choriogonadotropin nalézt i v moči. Proto se jedná o ideální látku pro těhotenské testy a jako takový se i běžně využívá. Mimo to je zvýšená hladina tohoto hormonu spojena s některými druhy rakoviny.